# Энквист, Оскар Адольфович
О́скар Адо́льфович Энквист (швед. Oskar Wilhelm Enqvist, 28 октября 1849 — 3 марта 1912, Кронштадт) — русский флотоводец, вице-адмирал, участник Цусимского сражения.

## Биография
Родился в семье капитана 1-го ранга Адольфа Ивановича Энквиста (ум. 1871).
- 1866 — Поступил на военную службу. Учился в одном классе Морского кадетского корпуса. с Н. И. Небогатовым.
- 20 апреля 1869 — Гардемарин по окончании МКК.
- 17 мая 1871 — Мичман (старшинство 20.04.1871)[1].
- 1871—1884 — Служил на Балтийском флоте.
- 30 марта 1874 — Лейтенант.
- 15 июня 1884 — 24 октября 1887 — Старший офицер мореходной канонерской лодки «Сивуч». Совершил плавание на Дальний Восток.
- 13 апреля 1886 — Капитан 2-го ранга.
- 9 апреля 1888 — Старший офицер броненосного фрегата «Память Азова».
- 1890—1891 — Плавание на Дальний Восток.
- 27 мая 1891 — 21 сентября 1893 — Командир мореходной канонерской лодки «Бобр». Занимался гидрографическими работами у побережья Кореи.
- 6 декабря 1894 — Капитан 1-го ранга.
- 25 апреля 1895 — 1 сентября 1897 — Заведующий учебной командой строевых квартирмейстеров[2].
- 5 июня 1895 — 7 июня 1899 — Командир учебного крейсера 1-го ранга «Герцог Эдинбургский».
- 5 февраля 1896 — 1 октября 1897 — Командир 10-го флотского экипажа.
- 7 июня 1899 — Командир 12-го флотского экипажа.
- 6 сентября 1900 — Командир 9-го флотского экипажа[3].
- 6 декабря 1901 — Контр-адмирал «за отличие по службе».
- 9 сентября 1902 — Командир Николаевского порта и градоначальник города Николаева. До 1904 года ни разу не выходил в море
- 26 апреля 1904 — По протекции кузена Ф. К. Авелана назначен младшим флагманом 2-й Тихоокеанской эскадры и командиром крейсерского отряда.
- В Цусимском сражении увел остатки крейсерского отряда («Олег», «Аврора», «Жемчуг») с места сражения, бросив вверенные ему транспорты[источник не указан 703 дня].
- 21 мая 1905 — Интернировался в Маниле.
- По окончании войны вернулся с отрядом в Россию.
- С 1906 и до своей смерти жил в Гатчине.
- 19 ноября 1907 — Уволен от службы с производством в вице-адмиралы.
- Скончался и был погребен в Кронштадте.

В честь О. А. Энквиста названы:
- лагуна Энквиста [Хаптоган] (Японское море, полуостров Корея, 35°32′ с.ш., 129°22′ в.д., лагуна обследована в 1893 году экипажем канонерской лодки «Бобр», тогда же присвоено название лагуне, в настоящее время русское название на карты не наносится)[4];
- мыс Энквиста [Калдан] (Японское море, полуостров Корея, 41°54′ с.ш., 129°57′ в.д.,  мыс обследован в 1887 году экипажем канонерской лодки «Сивуч», тогда же присвоено название мысу)[4].

## Отличия
- Орден Святого Станислава III степени (1880)
- Орден Святой Анны III степени (1886)
- Греческий орден Спасителя кавалерского креста (1886)
- Орден Святого Станислава II степени (8.1.1890)
- Японский орден Священного Сокровища III степени (1891)
- Орден Святой Анны II степени (1892)
- Орден Саксен-Эрнестинского дома командорский крест II класса (1896)
- Серебряная медаль «В память царствования императора Александра III» (1896)р
- Бронзовая медаль «За труды по первой всеобщей переписи населения»(1897)
- Французский орден Почётного легиона офицерского креста (1897)
- Прусский орден Красного Орла II класса (1897)
- Орден Святого Владимира IV степени с бантом (1897) за 20 ежегодных кампаний, проведенных в офицерских чинах
- Серебряная медаль «В память коронации Императора Николая II» (1898)
- Орден Святого Владимира III степени (6.12.1899)
- Греческий орден Спасителя командорского креста (1899)
- Итальянский орден Святых Маврикия и Лазаря командорского креста (1900)
- Японский орден Восходящего Солнца III степени (1902)
- Орден Святого Станислава I степени (1.1.1904)